# 덩크슛

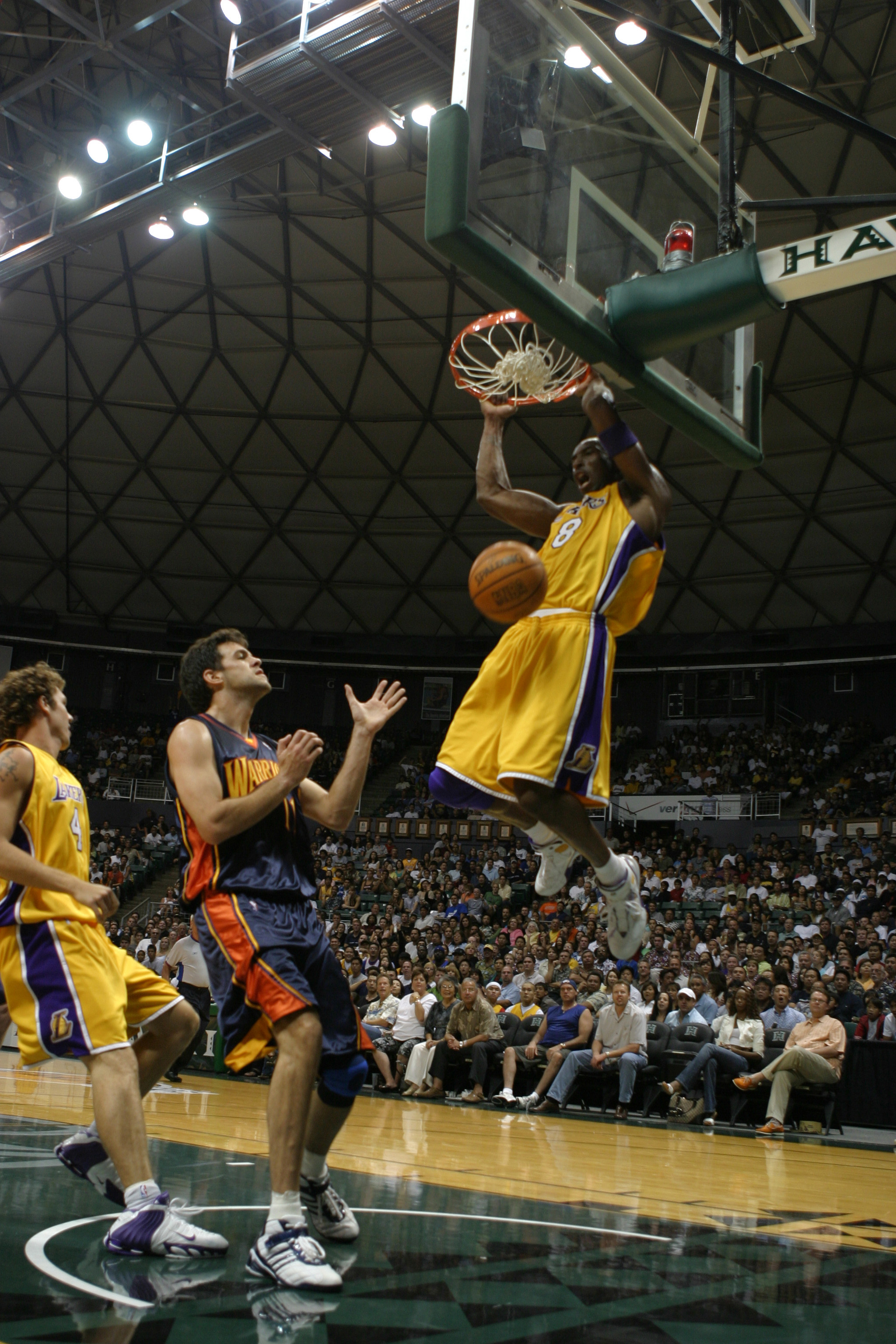
2005년 코비 브라이언트의 덩크슛

덩크슛(문화어: 꽂아넣기, dunk shoot), 덩킹샷(dunking shot), 슬램덩크(Slam dunk) 또는 간단히 덩크(dunk)는 농구에서 공을 가진 채로 높이 떠올라 손을 길게 뻗어 그대로 바스켓에 넣는 슛을 가리킨다. 2점의 가치가 있는 표준적인 필드 득점이다. 주로 키가 큰 선수가 하지만, 미국 프로농구 NBA에서는 키가 170cm 정도의 점프력이 좋은 단신 선수가 하기도 한다. 실제로 미국 NBA에서 개최한 덩크슛 콘테스트에서 신장이 168cm인 스퍼드 웹이 우승을 차지하기도 했다.
덩크슛은 바스켓에 공을 넣을 때 공을 한손으로 잡고 있는지 두 손으로 공을 잡고있는지에 따라 원핸드 덩크슛과 투핸드 덩크슛으로 나뉜다. 투핸드 덩크슛은 비교적 안정적인 골을 넣을 수 있는 슛이다. 보통 경기에서도 자주 볼 수 있고 특히 수비수와 몸싸움을 하는 도중에도 시도할 수 있다. 반면 원핸드 덩크슛은 공을 한 손으로 잡고 있기 때문에 투핸드 덩크슛에 비해 불안정하다는 단점이 있다. 하지만 그만큼 상대방의 기도 꺾고 많은 관중들을 열광하게 할 수 있다는 장점이 있다. 원핸드 덩크슛은 상대적으로 불안정하므로 보통 역습 상황에서 상대 수비가 미처 따라붙지 못했을 때 주로 사용한다.

## 용어
덩크슛은 슬램 덩크(Slam dunk)라고도 하는데, '슬램 덩크'라는 용어는 로스앤젤레스 레이커스의 아나운서 칙 헌이 처음 만들어 냈다.
"슬램 덩크"라는 구문은 농구가 아닌 곳에서도 자주 쓰인다. 보통 쉽사리 이룬 것이나 성공, 또는 성공 가능성이 높은 것을 말할 때 사용할 수 있다.
"슬램 덩크"는 또한 캘리포니아의 글램 메탈 밴드 Pretty Boy Floyd의 노래 이름이었으며 2003년에 Leather Boyz with Electric Toyz로 다시 공개되었다.
이 용어는 유명한 스포츠 만화의 이름이기도 하다.